# Calumma vencesi
Calumma vencesi är en ödleart som beskrevs av  Andreone, Mattioli JESU och RANDRIANIRINA 200. Calumma vencesi ingår i släktet Calumma och familjen kameleonter. IUCN kategoriserar arten globalt som starkt hotad. Inga underarter finns listade.